# 实肚竹
实肚竹（学名：Phyllostachys nidularia f. farcta）为禾本科刚竹属篌竹下的一个变型，但也可能只是篌竹的异名。